# Teagan Presley
Teagan Presley (The Woodlands, Texas; 24 de julio de 1985) es una actriz pornográfica estadounidense.

## Biografía
En enero de 2004, a los 18 años, Teagan rodó una de sus primeras escenas porno para la película Just Over Eighteen 10 del estudio Red Light District Video. Durante los siete meses siguientes rodó escenas para más de cuarenta películas, incluyendo multitud de escenas anales y de doble penetración. En ese año ella aparece en la película Up Your Ass 22 realizando su primera escena de sexo anal interracial, en la cual es penetrada por Brian Pumper y Mr. Marcus, luego ella afirmó que disfrutó mucho el haber sido penetrada por el ano por dichos actores, por lo cual luego comienza a realizar numerosas escenas interraciales.
Su aspecto de adolescente normal, completamente alejado de la imagen típica de actriz porno, sus prácticas de sexo extremas (en especial anales), su pecho plano y su parecido físico con la cantante Britney Spears fueron factores clave de su éxito, haciéndole ganar un enorme número de fanes entre los amantes de las "adolescentes" y del físico "natural", poco frecuente entre las actrices porno. En julio de 2004 Teagan firmó un contrato exclusivo de 3 años con la productora norteamericana Digital Playground. Dos meses después se sometió a una operación de aumento de pecho, pasando de su pecho plano natural de la talla 80 a una talla 95, además de a una rinoplastia, perdió peso, se tiñó el pelo de rubio platino y comenzó a cambiar su imagen de niña adolescente por la de sex symbol pornográfico. Teagan continuó trabajando en exclusiva para Digital Playground hasta diciembre de 2008, cuando fue despedida por la productora.
Tras su despido de Digital Playground, Teagan tuvo dificultades para ser contratada por otros estudios, ya que ponían como condiciones que rodase escenas de sexo extremo como había hecho antes de su contrato exclusivo y que las rodase con otros actores porno que no fuesen su marido Tyler Durden, a lo que Teagan no estaba dispuesta, aunque finalmente cedió. Tan solo rodó un par de escenas tras su despido, una de ellas de sexo anal extremo, y a continuación comenzó a realizar una gira de apariciones en clubes de striptease por todo Estados Unidos que duró hasta finales de 2008, cuando creó su propia productora con su actual novio Joshua, llamada Skinworxxx. En junio de 2008 Teagan y Tyler Durden se divorciaron, alegando Teagan malos tratos.
En junio de 2008 Teagan comenzó a salir con su actual novio, llamado Joshua, en un principio ajeno a la industria del porno, pero al que Teagan introdujo en la industria cuando ambos crearon su propia productora Skinworxxx, de la cual Joshua es copropietario junto a Teagan y junto a la actriz porno Eva Angelina y para la que trabaja como director. En julio de 2008 Teagan se sometió a una nueva operación de aumento de pecho, cambiando sus implantes previos de talla 95 por otros de talla 100. Subastó sus implantes de silicona previos en eBay y donó una pequeña parte de los beneficios a una fundación de lucha contra el cáncer de mama. Además, en el verano de 2008 se realizó múltiples tatuajes, entre ellos un enorme tatuaje que cubre casi completamente su brazo izquierdo y varios más en el costado, en la nuca, y en la espalda, entre otros.
Desde el verano de 2008 hasta diciembre de 2009 solo rodó dos escenas, ambas para las únicas dos películas que ha lanzado su productora Skinworxxx con la que decidió trabajar exclusivamente, ambas lésbicas, dirigidas por su novio Joshua.
Teagan fue nombrada Penthouse Pet del mes de enero de 2009, apareciendo en la revista Penthouse de ese mes. En agosto de 2009 Teagan se sometió a otra operación para aumentarse los pechos a la talla 105.
En noviembre de 2009 Teagan firmó un contrato exclusivo con la productora Adam & Eve, pero que le permite trabajar con su productora Skinworxxx.
En 2010, la película lésbica Femme core supuso su debut en la dirección.

## Premios
| Premiación                            | Año  | Resultado | Categoría                      | Trabajo                   |
| ------------------------------------- | ---- | --------- | ------------------------------ | ------------------------- |
| Night Moves Adult Entertainment Award | 2008 | Nominada  | Mejor bailarina de striptease. | —                         |
| Premio AVN                            | 2007 | Ganadora  | Mejor escena lésbica.          | Island fever 4.           |
| Premio AVN                            | 2009 | Ganadora  | Mejor escena de masturbación.  | Not Bewitched XXX.        |
| F.A.M.E. Award                        | 2007 | Ganadora  | Mejor culo.                    | Mejor culo.               |
| Premio XRCO                           | 2004 | Ganadora  | Mejor actriz revelación.       | —                         |
| Premio XRCO                           | 2004 | Ganadora  | Mejor actriz adolescente.      | Mejor actriz adolescente. |
| Premio XRCO                           | 2004 | Ganadora  | Mejor trio.                    | —                         |
| Rog Reviews Critic's Choice Award     | 2004 | Ganadora  | Mejor actriz revelación.       | —                         |
| CAVR Award                            | 2004 | Ganadora  | Actriz del año.                | Actriz del año.           |
| F.O.X.E. Award                        | 2004 | Ganadora  | Mejor zorra.                   | Mejor zorra.              |
| Adam Film World Award                 | 2004 | Ganadora  | Mejor actriz revelación.       | —                         |